# Linia kolejowa Królewiec – Pionierskij
Linia kolejowa Królewiec – Pionierskij – linia kolejowa w Rosji łącząca przystanek Kaliningrad Północny ze stacją Pionierskij Kurort. Zarządzana jest przez Kolej Kaliningradzką (część Kolei Rosyjskich).
Linia położona jest w obwodzie królewieckim. Na całej długości jest zelektryfikowana i jednotorowa.

## Historia
Linia powstała, gdy Prusy Wschodnie należały do Niemiec. W latach 1945–1991 leżała w Związku Sowieckim. Od 1991 położona jest w Rosji.